# Wim Schipper
Willem Hendrik (Wim) Schipper (Medemblik, 26 juli 1926 – Zeist, 22 februari 2016) was een Nederlands jurist.

## Biografie
Schipper studeerde af in 1951 in Nederlands recht aan de Rijksuniversiteit Utrecht. Vanaf 1955 was hij werkzaam bij de Centrale Raad van Beroep, eerst als substituut-griffier, daarna als griffier, vervolgens als lid (1967), ondervoorzitter (1975) om ten slotte voorzitter van dit rechtscollege te zijn van 1984 tot 1990, in die laatste functie als opvolger van Carel Johannes Anthonius Koning. Daarna werd hij benoemd tot staatsraad in buitengewone dienst wat hij tot 1996 zou blijven. Hij bekleedde verschillende nevenfuncties, waaronder voorzitter van de redactie van het Tijdschrift voor Ambtenarenrecht en voorzitter van de Nederlandse Juristen Vereniging.
Van 31 januari 1994 tot 24 maart 1994 was hij lid van de commissie Ko Wierenga die onderzoek deed  naar de opheffing van het IRT (Interregionaal rechercheteam Noord-Holland/Utrecht).
Voor zijn werkzaamheden werd hij in 1988 benoemd tot Ridder in de Orde van de Nederlandse Leeuw en in 1990 tot Commandeur in de Orde van Oranje-Nassau.
Hij overleed in 2016 op 89-jarige leeftijd.